# Militza von Montenegro

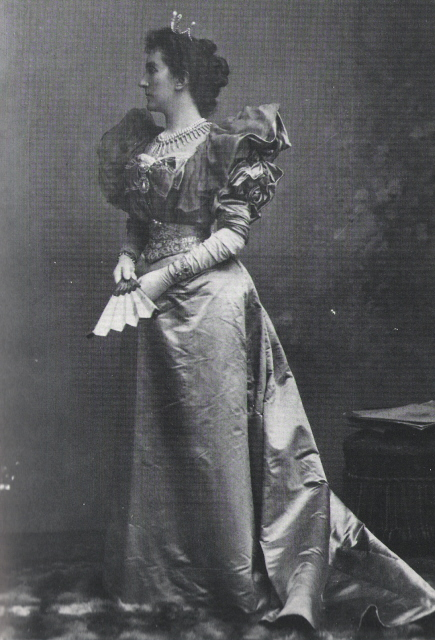
Prinzessin Militza von Montenegro

Militza von Montenegro (* 14. Julijul. / 26. Juli 1866greg. in Cetinje, Montenegro; † 5. September 1951 in Alexandria, Ägypten) war eine Prinzessin aus dem Haus Petrović-Njegoš und spätere russische Großfürstin. Sie gehörte zu dem Kreis von Frauen, die den Wanderprediger Rasputin der russischen Zarin Alexandra Fjodorowna bekannt machten.

## Leben

### Herkunft und Ausbildung
Militza war die zweite Tochter von König Nikola I. von Montenegro (1841–1921) und seiner Gattin Milena Vukotić (1847–1923). Milica, wie sie in der Familie gerufen wurde, wuchs mit ihren Geschwistern in Cetinje auf.

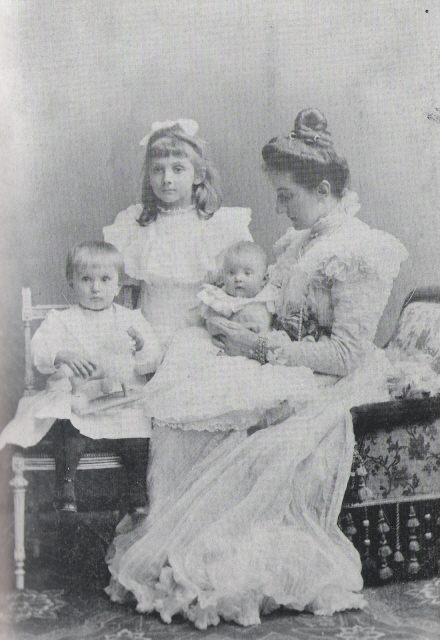
Großfürstin Militza mit ihren Kindern, 1898

Wie ihre Schwester Anastasia erhielt sie seit 1875 eine Ausbildung in Sankt Petersburg am Smolny-Institut. Dabei erkrankte sie schwer an Typhus. Zarin Maria pflegte sie zeitweise selbst und veranlasste nach ihrer Gesundung die Rückkehr nach Montenegro. Sie kehrte zurück und schloss 1882 ihre Ausbildung in Smolnyi mit Auszeichnung ab. Sie war eine glänzende Pianistin.

### Ehe und Familie
Am 26. Juli 1889 heiratete Prinzessin Militza von Montenegro in Sankt Petersburg Großfürst Peter Nikolajewitsch Romanow (1864–1931), Sohn von Großfürst Nikolai Nikolajewitsch Romanow und seiner Frau Prinzessin Alexandra Friederike Wilhelmine von Oldenburg, seit der Heirat Großfürstin Alexandra Petrowna. Aus der Ehe gingen vier Kinder hervor:
- Marina Petrowna (* 28. Februar 1892; † 15. Mai 1981)

⚭ 1927 Alexander Prinz Gallitzin
- Roman Petrowitsch (* 17. Oktober 1896; † 23. Oktober 1978)

⚭ 1921 Prascowia Dmitriewna Gräfin Cheremetewa
- Nadja (auch Nadeschda) Petrowna (* 3. März 1898; † 21. April 1988)

⚭ 1917–1940 Nicholas Prinz Orlow
- Sophie (*/† 3. März 1898)

Ihre Schwester Anastasia ließ sich 1906 von ihrem ersten Mann scheiden und heiratete 1907 den älteren Bruder des Gatten Militzas, Großfürst Nikolai Nikolajewitsch Romanow.

### Okkultismus, Rasputin
Militza hielt nichts vom offiziellen Leben und pflegte nur wenig Freundschaften, besonders mit Sinaida Nikolajewna Jussupowa, der Mutter von Felix Felixowitsch Jussupow. Manchmal lud sie einen Herren aus der Akademie ein, darunter Sergei Fjodorowitsch Oldenburg, Fjodor Iwanowitsch Uspenski und Pjotr Petrowitsch Semjonow-Tjan-Schanski. In Sankt Petersburg empfing sie die Vertreter mehrerer Armenvereine und wohltätiger Organisationen, die sie stets tatkräftig unterstützte. Milica und ihre Schwester Anastasia wurden die „Schwarzen Prinzessinnen“ genannt, beide waren dem Okkultismus sehr zugetan. Sie stellten der kaiserlichen Familie zunächst den Franzosen Nizier Anthelme Philippe vor, nach seiner unfreiwilligen Rückkehr nach Frankreich dann den sibirischen Wundertäter Rasputin.
Rasputin wurde Militza und Anastasia von Archimandrit Theophan, Inspektor der Geistlichen Akademie in Sankt Petersburg, im Herbst 1905 vorgestellt. Mit seinen Berichten über Sibirien und die alten Klöster gefiel er den beiden Schwestern sofort. Er kam häufig zu Besuch, und Militza berichtete darüber des Öfteren Zarin Alexandra, bis diese bereit war, ihn näher kennenzulernen. Am 1. November 1905 wurde Rasputin dann von Militza auch dem Zaren vorgestellt. Danach erschien er immer seltener im Hause von Militzas Familie. Militza glaubte auch ketzerische Ansichten bei ihm zu erkennen und erwähnte dies gegenüber dem Archimandriten.
Nach längerer Unterbrechung kam es Ende 1909 zum endgültigen Bruch, als Militza und ihre Familie von einem Krimaufenthalt nach St. Petersburg zurückkehrten. Hier erwartete sie Rasputin und verlangte von ihr und ihrem Gatten, mit ihm zur Zarin nach Zarskoje Selo zu fahren. Da Militza sich reserviert gab, begann Rasputin von seiner Mission als Prediger zu reden. Militza bezweifelte diesen Anspruch, worauf Rasputin schließlich demonstrativ abfällig von dem 1903 heiliggesprochenen Seraphim von Sarow sprach. Auf diese Worte hin verwies ihn Militzas Ehemann des Hauses, woraufhin Rasputin drohte, Gott werde dieses Verhalten bestrafen.
Militza versuchte daraufhin die Zarin vor Rasputin zu warnen. Sie bezichtigte ihn der Ketzerei und gab der Zarin Bücher und Hinweise, die diese Ansicht untermauern sollten. Als einige Monate später Militza mit ihrer Familie dem Zarenpaar wiederbegegnete, behandelte die Zarin sie mit Kühle. Militzas Sohn Roman schrieb in seinen Erinnerungen über die Zarin: „Von da an war die früher so enge Beziehung zwischen ihr und meinen Eltern für immer zerbrochen.“

### Das Exil
1919 konnte das Ehepaar auf dem britischen Schlachtschiff HMS Marlborough kurz vor dem Einmarsch der Roten Armee flüchten. Nach einem kurzen Aufenthalt bei ihrem Schwager, dem italienischen König Viktor Emanuel III. ließen sie sich in Antibes nieder. Dort starb ihr Mann am 17. Juni 1931.

## Galerie

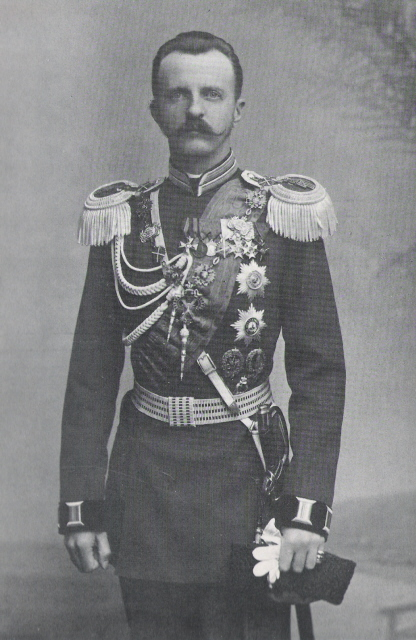
Großfürst Peter Nikolajewitsch Romanow
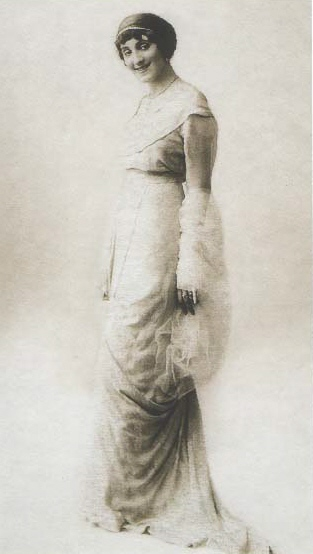
Marina Petrowna Romanowa, um 1914
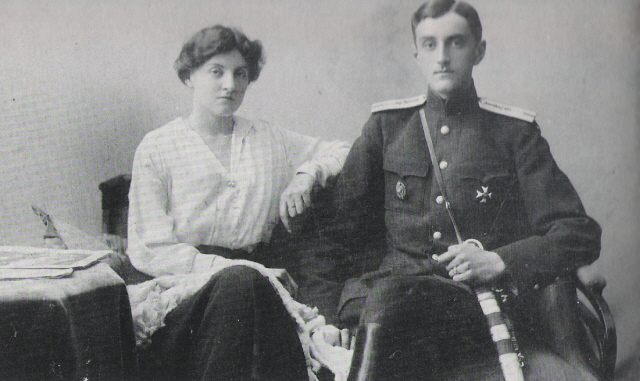
Nadja Petrowna mit ihrem Bruder Roman Petrowitsch Romanow, um 1917